# Фольксгайм
Фольксгайм (нім. Volxheim) — громада в Німеччині, розташована в землі Рейнланд-Пфальц. Входить до складу району Бад-Кройцнах. Складова частина об'єднання громад Бад-Кройцнах.
Площа — 4,91 км2. Населення становить 1143 ос. (станом на 31 грудня 2020).

## Галерея

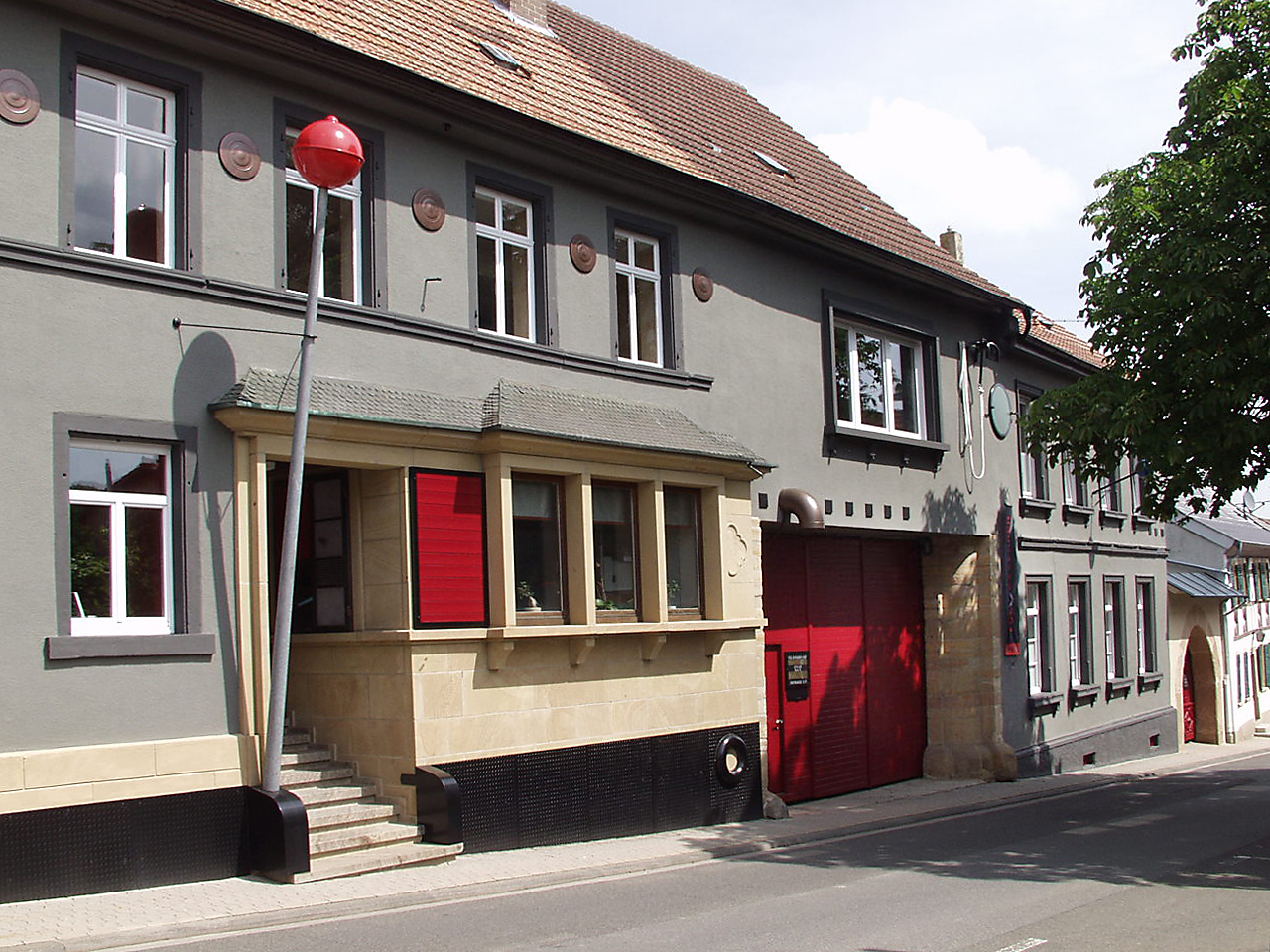